# Río Danto
Río Danto är ett vattendrag i Honduras.   Det ligger i departementet Atlántida, i den centrala delen av landet, 190 km norr om huvudstaden Tegucigalpa.